# Baby, The Stars Shine Bright
Baby, The Stars Shine Bright (株式会社 ベイビー、ザ スターズ シャイン ブライト?, Kabushiki Kaisha Beibī, Za Sutāzu Shain Buraito) (Abbreviato in Baby o BTSSB) è una catena di boutique giapponese.

## Storia
Creata nel 1988 da Akinori Isobe e sua moglie Fumiyo, la sede si trova a Shibuya (Tōkyō), Giappone. Il marchio è specializzato in Moda Lolita, e come Angelic Pretty si focalizza principalmente sullo Sweet Lolita. Baby, The Stars Shine Bright ha aperto il suo primo negozio al di fuori del Giappone a Parigi, Francia, ed un secondo a San Francisco, California, USA il 15 agosto 2009.
Come citato in Shimotsuma Monogatari (Kamikaze Girls nella versione italiana), il nome del marchio deriva dal titolo dell'album Baby, The Stars Shine Bright del gruppo pop inglese Everything but the Girl. 

## Linee di abbigliamento secondarie

### Alice and the Pirates
La linea Alice and the Pirates è stata creata nel 2004. È caratterizzata da un forte utilizzo di elementi pirateschi e punk con colori più pesanti e maggior presenza di capi utilizzabili dalla controparte maschile della moda lolita, l'ōji. Un negozio interamente dedicato a questa linea è stato aperto il 25 agosto 2006 a Harajuku, al piano terra del centro commerciale Laforet.

### Hello Kitty e Charmmy Kitty
Il brand produce anche vestiti con stampe e temi di personaggi non di propria invenzione, come ad esempio Hello Kitty, dato il successo di tale personaggio nella moda lolita per quanto riguarda accessori e decorazioni.

## BTSSB eKamikaze Girls
Nel film, nel manga e nel libro Shimotsuma Monogatari è dato molto spazio al brand e una delle due protagonista, Momoko, ne è ossessionata, vestendolo tutti i giorni.